# Oligacanthorhynchus carinii
Oligacanthorhynchus carinii är en hakmaskart som först beskrevs av Lauro Travassos 1917.  Oligacanthorhynchus carinii ingår i släktet Oligacanthorhynchus och familjen Oligacanthorhynchidae. Inga underarter finns listade i Catalogue of Life.